# Mokrá Lúka
Mokrá Lúka és un poble i municipi d'Eslovàquia que es troba a la regió de Banská Bystrica.

## Història
La primera menció escrita de la vila es remunta al 1427.

## Demografia
| Godina             | 1994 | 2004    | 2014   | 2024   |
| ------------------ | ---- | ------- | ------ | ------ |
| Nombre de persones | 458  | 536     | 513    | 545    |
| Diferència         |      | +17,03% | −4,29% | +6,23% |

| Godina             | 2023 | 2024   |
| ------------------ | ---- | ------ |
| Nombre de persones | 557  | 545    |
| Diferència         |      | −2,15% |